# Black Friday (pel·lícula de 2021)
Black Friday és una pel·lícula de comèdia de terror estatunidenca del 2021 escrita per Andy Greskoviak i dirigida per Casey Tebo. És protagonitzada per Devon Sawa, Ivana Baquero, Ryan Lee, Stephen Peck, Michael Jai White i Bruce Campbell, que alhora exerceix de productor. S'ha doblat i subtitulat al català.
El 17 de novembre de 2020, Bruce Campbell, Devon Sawa i Michael Jai White es van unir al repartiment. El rodatge va tenir lloc entre el 16 de novembre i el 16 de desembre de 2020, a la botiga Babies "R" Us de North Attleborough.
Black Friday es va estrenar als cinemes el 21 de novembre de 2021 a càrrec d'Screen Media Films.